# 二(氰甲基)硫醚
二(氰甲基)硫醚是一种有机硫化合物，化学式为C4H4N2S。它可由氯乙腈和硫化钠在乙二醇二甲醚中于室温反应制得，或通过相应的二酰胺脱水得到。它可以被高碘酸钠氧化为二(氰甲基)砜。